# Alexandrúpoli
Alexandrúpoli (grec: Αλεξανδρούπολη) és una ciutat de Grècia capital de la unitat perifèrica de l'Hebros, a la regió de Tràcia, de la qual és la ciutat més gran, amb uns 70.000 habitants.
La ciutat sorgí el segle xix dins l'Imperi Otomà amb el nom de Dedeağaç (pronunciat /dedeáːtʃ/, que significa 'arbre de l'avi'; grec: Δεδεαγάτς), i fou reanomenada Alexandrúpoli en homenatge al rei Alexandre I de Grècia.

## Geografia
Alexandrúpoli és a 14,5 quilòmetres a l'oest del delta del riu Hebros, a 40 km de la frontera amb Turquia, a 346 km (215 mi) quilòmetres de Tessalònica per la nova autopista Egnàcia, i a 750 km (470 mi) quilòmetres d'Atenes. Entorn de la ciutat es troben petits pobles pesquers com Makri i Dikella a l'oest; suburbans com Maistros, Apalos, Antheia, Aristino, Nipsa, Loutra a l'est; i ciutats al nord com Abantas, Aissymi i Kirkas.
En el cens de 2001 tenia 48,885 i la província un total de 52.720. La població metropolitana actual s'estima en al voltant de 70,000 habitants, i la seva superfície abasta la part sud de la unitat regional, que va des de la Unitat perifèrica de Ródope al delta del riu Hebros. El municipi té una superfície d'1,220 km². A més de Alexandròpolis, els seus assentaments més grans són els llogarets de Mákri (820 habitants), Ávas (497), Sykorráchi (309), Aisýel meu (289) i Díkella (288).

## Història
La història de la ciutat es remunta al segle xix. Per molt de temps simplement va ser lloc de desembarcament per als pescadors de l'illa de Samotràcia, just enfront de la ciutat. La importància a la zona no era l'actual, atès que existien viles de més importància, com Suflí.
Durant la construcció de la línia de ferrocarril que connectava Constantinoble amb les principals ciutats de Macedònia Grega es va desenvolupar un petit assentament. El projecte era part de l'esforç per modernitzar l'Imperi Otomà, i va ser assignat a enginyers pertanyents a l'Imperi austrohongarès. L'assentament aviat es va convertir en un llogaret de pescadors, els quals utilitzaven la denominació turca de Dedeağaç.

### Guerra entre Rússia i Turquia
Dedeağaç va ser capturat per l'exèrcit rus durant la guerra rus-turca (1877-1878), i les forces d'ocupació russes s'hi van assentar. Els oficials a càrrec van fer alguns esforços per elaborar un pla urbanístic, posant èmfasi en el disseny d'amplis carrers, per habilitar d'aquesta manera l'avanç de les tropes. Els carrers corren paral·lels els uns als altres, evitant els atzucacs que resultaven bastant confusos. Això era bastant diferent dels estrets carrers i els carrers morts característiques de les ciutats otomanes d'aquell temps. La ciutat va tornar de nou a estar sota control otomà al final de la guerra, però la breu presència russa va deixar la seva impremta en el disseny dels carrers de Dedeağaç fins als nostres dies.

### Guerra dels Balcans
La creació de l'estació de tren va suposar l'inici del desenvolupament del llogaret. Va passar a ser un petit centre de comerç al final de segle. El poble fou la seu d'un paixà que s'ocupava de tasques administratives. El control otomà del poble es remunta fins a les Guerres Balcàniques. El 8 de novembre de 1912 Dedeağaç va ser capturat per l'exèrcit de Bulgària amb l'ajuda de la força naval grega. Bulgària i Grècia van ser aliats durant la Primera Guerra Balcànica, però enemics en la Segona Guerra Balcànica. Dedeağaç va ser capturat per l'exèrcit grec l'11 de juliol de 1913. El Tractat de Bucarest de 1913 va determinar que Dedeağaç seria retornada a Bulgària juntament amb la resta de la Tràcia Oriental.

### Primera Guerra Mundial
La derrota de Bulgària pels Aliats en la Primera Guerra Mundial (1914-1918) va assegurar el canvi de mans de la ciutat. El tractat de Neuilly (27 de novembre de 1919) cedia l'est de Tràcia a Grècia. Malgrat això Bulgària mantenia el dret d'usar el port de Dedeağaç per al transport de béns a través de la mar Egea. El canvi de la guàrdia entre oficials grecs i francesos es va dur a terme el 14 de maig de 1920. La ciutat va ser ràpidament visitada per Alexandre I de Grècia enmig d'una gran celebració. Ell va ser el primer dels reis grecs que va visitar la ciutat i va ser anomenada Alexandrúpoli en el seu honor.

### Guerra entre Grècia i Turquia (1919-1922)
La derrota de Grècia en la Guerra d'Independència Turca (1919-1922) va obligar l'exèrcit grec a replegar-se de l'est de Tracia fins a l'àrea de Alexandrúpoli sota la direcció del general Theodoros Pangalos. Bulgària va intentar utilitzar la derrota grega per demandar o bé la tornada de Alexandrúpoli a Bulgària o la declaració de la zona com a neutral sota control internacional. Ambdues peticions van ser denegades per la Societat de Nacions.
El tractat de Lausana (24 de juliol de 1923) va reafirmar que l'est de Tràcia i Alexandrúpoli romandrien sota control grec. L'acord que permetia l'ús de Bulgària del port havia expirat. Representants del Primer Ministre grec Stylianos Gonatas van oferir la renovació de l'acord en un intent de millorar les relacions entre els països. Els seus homòlegs búlgars van informar al llavors primer ministre búlgar Aleksandar Tsankov, que va respondre negativament.

### Segona Guerra Mundial
Bulgària va utilitzar la seva aliança amb l'Alemanya Nazi per reprendre el control de l'est de Tracia durant la Segona Guerra Mundial. Alexandrúpoli va romandre sota control búlgar des de maig de 1941 fins al 1944. La ciutat va sofrir la destrossa dels seus edificis i la pèrdua de població durant la guerra però va sortir molt millor parada de la Guerra civil grega. Les forces de l'exèrcit comunista eren molt poques i pobrament organitzades, per la qual cosa la major part de les batalles es van produir fora de la zona.
La tornada de la pau va portar el creixement de la població fins a 16.332 el 1951 i fins a 48.885 al segle xxi (NSSG, 2001).

## Descripció turística
Alexandròpolis es presenta com el punt de partida ideal per explorar la regió de Tràcia. La capital compta avui amb una població de 55.000 habitants i unes infraestructures modernes que per res recorden a Dedeagach, el petit llogaret de pescadors de l'Imperi Otomà. La privilegiada situació geogràfica de Alexandròpolis no va ser realment valorada fins a finals del segle xix. El port de la ciutat va prosperar i el far va començar a funcionar el 1880. Des de llavors ha sofert un ràpid desenvolupament com a important àrea comercial i industrial gràcies al port, al tren, a l'aeroport i la nova carretera Via Egnatia. Malgrat això els petits vaixells de pescadors continuen anant i venint mandrosament i la gastronomia local encara manté les seves arrels, una barreja d'olors i sabors de l'est i oest.
L'entorn natural on està enclavat Alexandrúpoli és carismàtic. D'una banda el mar amb les precioses platges. Per l'altre, a tan sols mitja hora d'allí el Parc Natural de Dadia, Lefkimi i Suflí que conté unes dels més estranys biotips d'ocells de presa al món. Si viatgem una mica més temps, a solament una hora de la ciutat, els boscos i els pintorescs assentaments de les muntanyes de Ròdope, que corona l'horitzó de la ciutat cap al nord. I no podem oblidar el mirar al sud, a dues hores en ferri, l'illa de Samotràcia a l'Egeu de paisatges salvatges encara per descobrir.
La identitat turística de Alexandrúpoli es completa amb el caràcter de la ciutat sense alterar-lo. El viatger pot optar per residir en moderns hotels o en els 70.000 llocs de càmping que la ciutat posseeix. El menjar, amb el peix fresc com a destacat, és àmpliament coneguda, a més del vi local, el “tsipouro” i el cafè.

## Població
| Any  | Població | Canvi     | Població municipal |
| ---- | -------- | --------- | ------------------ |
| 1981 | 35,999   | -         | -                  |
| 1991 | 36,994   | 995/27.9% | 41,860             |
| 2001 | 48,885   | -         | -                  |

Al cens del 2001 la població era de 48.885 habitants a la ciutat i 52.720 a la municipalitat. Al dia d'avui (2009) la municipalitat deu estar a l'entorn del 70.000. La superfície de la municipalitat és de 642.245 km² la quarta més gran de Grècia i inclou alguns poblets destacant 
Mákri (820 habitants), Ávas (497), Sykorráchi (309), Aisými (289), i Díkella (288).

## Societat
La ciutat és seu de part de la Universitat Demòcrit de Tràcia (seu central a Komotini) amb les facultats de Medicina, de Biologia Molecular i Genètica i de Magisteri. Disposa d'un Hospital Universitari, el més gran de la península Balcànica.
La ciutat és notable pel gran nombre de pintors que hi van néixer: Tarsoudis, Rallis Kopsidis, Syni Anastassiadi, Theodoros Agglias, Maria Sidiropoulou, Paschalis Angelidis, Victoria Dedegian, i Economou-Maurogeni Zoe.
Els escriptors més coneguts són: Kalliopi Papathanassi-Moussiopoulou, Angelos Poimenidis i Georgios Stavridis.

## Transports

### Aeroport
Alexandròpolis disposa d'un aeroport internacional (Dimokritos International Airport), que està situat en els suburbis d'Apalos, aproximadament a 6 km del centre de la ciutat. És un dels aeroports més actius de Grècia en el qual operen les companyies Olympic Airways i Air Aegean. Hi ha sis vols diaris a Atenes, així com vols a Creta. Durant els mesos d'estiu operen alguns vols de temporada procedents d'Alemanya i Rússia. L'aeroport està connectat amb la ciutat per carretera amb el servei de taxi, i els serveis regulars d'autobús.

### Port marítim
El port de Alexandròpolis és utilitzat principalment per viatgers. Hi ha serveis diaris a l'illa de Samotràcia i un programa setmanal de Trans-Egeo que presta servei a totes les illes de l'est de l'Egeu, amb la destinació final a l'illa de Rodes.

### Tren i autobusos
Els trens surten amb freqüència cap a Salònica i Atenes.
Hi ha una àmplia xarxa de serveis d'autobús que operen a la regió de l'Hebros. La xarxa d'autobusos és molt més extensa i freqüent. Hi ha autobusos cada hora als municipis més importants de les regions de Macedònia i de Tràcia que presta la companyia de transports KTEL, així com serveis diaris a Bulgària i Turquia. GOSI-Encallen i Ulusoy tenen serveis diaris a Istanbul i Atenes cadascun, i surten de l'estació de tren d'Alexandròpolis de matinada.

## Personatges
- Duc Alexandre Ter Hachatrjan
- Demis Nikolaidis (1973) futbolista
- Hrysopiyi Devetzi (1976) atleta
- Athanasios Tsigas (1982) futbolista